# Nazionale di canottaggio dell'Italia
La nazionale di canottaggio dell'Italia rappresenta l'Italia nelle competizioni internazionali. La selezione degli atleti è di competenza dal 1888 della Federazione Italiana Canottaggio.

## Storia
La nazionale di canottaggio dell'Italia ha partecipato alle gare di tutti i campionati europei (dal 1893), olimpici (dal 1920), e mondiali (dal 1962), risultando tra le prime al mondo per numero di medaglie.
I campionati europei di canottaggio hanno inizio, con cadenza annuale, già nel 1893, un anno dopo la costituzione della Federazione Internazionale Canottaggio (FISA), avvenuta il 2 giugno 1892 a Torino. L'Italia è tra la primissime nazioni a prendere parte alla competizione europea, ottenendo sin dalla prima edizione lusinghieri piazzamenti, anche se la prima medaglia d'oro arriverà solo alla 9ª edizione del 1901. A fine Ottocento l'atleta italiano di maggior prestigio internazionale è Vittorio Leone capace di vincere tra il 1893 e il 1896 quattro medaglie d'argento consecutive nel singolo, oltre ad una medaglia d'argento e ad una di bronzo nel Due con, in coppia con Federico Costa. A riprenderne il testimone è Fiorenzo Pagliano che tra il 1897 1e 1899 conquista un totale di quattro medaglie (3 d'argento e una di bronzo) nel singolo e nel doppio.
Nel 1900 il canottaggio entra a far parte degli sport olimpici, dopo la forzata cancellazione delle gare a Atene 1896 a causa delle avverse condizioni del mare. L'Italia, pur continuando a gareggiare regolarmente agli Europei, non parteciperà tuttavia ai Giochi olimpici della specialità fino al 1920. A segnalarsi in questi anni è l'equipaggio del Quattro con, i "Trabaccolanti" della Barion di Bari (Paolo Diana, Giuseppe Nacci, Gaetano Caccavallo, Vittorio Narducci, Clemente Sbisa), vincitori nel 1901 della prima medaglia d'oro italiana agli Europei. Emerge anche il talento di Luigi Gerli, che l'anno successivo sale anche lui sul gradino più alto del podio nel singolo.
A partire dagli Europei del 1906, l'Italia si instaura stabilmente sul podio più alto con una nuova generazione di atleti, tra i quali spiccano Ercole Olgeni, Scipione Del Giudice, Erminio Dones, Teodoro Mariani e soprattutto Giuseppe Sinigaglia, vincitore di ben otto medaglie europee (di cui due d'oro).
Gli eventi bellici della prima guerra mondiale non solo portano all'interruzione, tra il 1914 e il 1919, di ogni competizione internazionale, ma causano la morte in combattimento nel 1916, a poche giorni di distanza l'uno dall'altro, di due atleti di punta della Nazionale Italiana, Teodoro Mariani e Giuseppe Sinigaglia.
La Olimpiadi di Aversa del 1920 segnano la ripresa delle competizioni internazionali di canottaggio. Per la prima volta vi partecipa la Nazionale dell'Italia che conquista la medaglia d'oro nel Due con (Ercole Olgeni, Giovanni Scatturin + Guido De Filip) e quella d'argento nel Doppio (Erminio Dones, Pietro Annoni).

## Direttori tecnici
| Direttore tecnico  | Inizio mandato  | Fine mandato     |
| ------------------ | --------------- | ---------------- |
| Primo Baran        | 1977            | 1977             |
| Vittorio Catavèro  | 1978            | 1978             |
| Armido Torri       | 1979            | 1979             |
| Thor Nilsen        | 1980            | 1989             |
| Theodor Koerner    | 1990            | 1991             |
| Giuseppe La Mura   | 1992            | 2004             |
| Giuseppe De Capua  | 2005            | 2006             |
| Andrea Coppola     | 2007            | 2008             |
| Antonio Alfine     | 2009            | 2012             |
| Giuseppe La Mura   | 1º gennaio 2013 | 31 dicembre 2016 |
| Francesco Cattaneo | 1º gennaio 2017 | 31 dicembre 2024 |
| Antonio Colamonici | 1º gennaio 2025 | in carica        |

## Palmarès
| Senior          | Senior | Senior | Senior | Pesi leggeri | Pesi leggeri | Pesi leggeri | Pesi leggeri |    |    |     |      |   |   |    |      |    |    |     |    |                         |
|                 |        |        | Tot.   |              |              |              | Tot.         |    |    |     | Tot. |   |   |    | Tot. |    |    |     |    |                         |
| Giochi olimpici | 26     | 1896   | 10     | 13           | 13           | 36           | 0            | 1  | 1  | 2   | 0    | 0 | 0 | 0  | 10   | 14 | 14 | 28  | 9^ | [ 2 ]                   |
| Mondiali        | 49     | 1962   | 22     | 26           | 23           | 71           | 59           | 38 | 23 | 120 | 4    | 3 | 5 | 12 | 85   | 67 | 51 | 203 | 2^ | [ 3 ] [ 4 ] [ 5 ] [ 6 ] |
| Europei         | 76     | 1893   | 64     | 89           | 53           | 206          | 10           | 6  | 4  | 20  | 1    | 4 | 8 | 13 | 75   | 99 | 65 | 239 |    | [ 7 ] [ 8 ]             |

## Riepilogo medaglie Canottaggio (Olimpiadi, Mondiali, Europei)

### 1890-1899
| Competizione                                                        | Oro               | Argento | Bronzo |
| ------------------------------------------------------------------- | ----------------- | --- | --- |
| 1^ Europeo (M) (Lago d'Orta, Italia, 1893) 10-11 set 1893 0 - 3 - 0 | -- -- -- -- -- -- | Singolo (Vittorio Leone) Quattro con (Giulio Rebuschini, Giacomo Leva, Felice Terruzzi, Angelo Brambillasca + Ivo Bassano) Otto (Luigi Rossi, Giuseppe Gribaudi, Augusto Lange, Pietro Lange, Antonio Pagliano, Ferruccio Somaglia, Ercole Aimone, Attilio Chiantore + Guasco Ponziano)                                                     | -- -- -- -- -- -- |
| 2^ Europeo (M) (Mâcon, Francia, 1894) 16 set 1894 0 - 4 - 0         | -- -- -- -- -- -- | Singolo (Vittorio Leone) Due con (Vittorio Leone, Federico Costa + n.d.) Quattro con (Luigi Rossi, Giuseppe Gribaudi, Ferruccio Somaglia, Attilio Chiantore + Guasco Ponziano) Otto (Luigi Rossi, Giuseppe Gribaudi, Ferruccio Somaglia, Augusto Lange, Carlo Carbone, Mario Ostorero, Giovanni Lenti, Attilio Chiantore + Guasco Ponziano) | -- -- -- -- -- -- |
| 3^ Europeo (M) (Ostenda, Belgio, 1895) 15 set 1895 0 - 1 - 3        | -- -- -- -- -- -- | Singolo (Vittorio Leone) | Due con (Vittorio Leone, Federico Costa + n.d.) Quattro con (Ettore Sebastiani, Fortunato Barbini, Alfonso Taddei, Ezio Carlesi + Gragnani) Otto (Ernesto Vettori, Italo Ponis, Cino Ceni, Giuseppe Belli, Arturo Innocenti, Goretto Goretti, Giorgio Bensa, Cesare Galardelli + G. Pucci)      |
| 4^ Europeo (M) (Ginevra, Svizzera, 1896) 6 set 1896 0 - 1 - 3       | -- -- -- -- -- -- | Singolo (Vittorio Leone) | Due con (Cino Ceni, Giuseppe Belli + G. Pucci) Quattro con (Ezio Carlesi, Silvio Saettini, Alberto Bertolani, Attilio Balena + Gragnani) Otto (Arturo Masciadri, Giuseppe de Col, Italo Bernasconi, Antonio Bianchi, Tommaso Padovani, Miro Masciadri, Arnaldo Padovani, Luigi Riva + G. Pucci) |
| 5^ Europeo (M) (Pallanza, Italia, 1897) 8 set 1897 0 - 3 - 1        | -- -- -- -- -- -- | Singolo (Fiorenzo Pagliano) Quattro con (Ezio Carlesi, Silvio Saettini, Ettore Sebastiani, Alberto Bertolani + Pinolo) Otto (Ernesto Vettori, Italo Ponis, Cino Ceni, Alberto Grazzini, Ottorino Castagnoli, Giorgio Bensa, Giuseppe Belli, Cesare Galardelli + G. Pucci)                                                                   | Due con (Cino Ceni, Giuseppe Belli + G. Pucci) |
| 6^ Europeo (M) (Torino, Italia, 1898) ago 1898 0 - 3 - 2            | -- -- -- -- -- -- | Singolo (Pietro Umberto) Due di coppia (Fiorenzo Pagliano, Giacomo Parvopassi) Otto (Cino Ceni, Italo Ponis, Giuseppe Belli, Gino Montelatici, Azzolino Follini, Biondo Biondi, Giorgio Bensa, Cesare Galardelli + G. Pucci) | Due con (Alberto Grazzini, Enrico Bertolini + Sali) Quattro con (Cino Ceni, Italo Ponis, Giorgio Bensa, Cesare Galardelli + G. Pucci) |
| 7^ Europeo (M) (Ostenda, Belgio, 1899) ago 1899 0 - 3 - 2           | -- -- -- -- -- -- | Due di coppia (Fiorenzo Pagliano, Luigi Rossi) Quattro con (Ezio Carlesi, Nicolò Razzaguta, Alfredo Taddei, Giovanni Rodinis + Pinolo) Otto (Guido Alessandro Bonnet, Giacomo Leva, Paolo Gadda, Angelo Brambillasca, Luigi Gerli, Emilio Pozzi, Georges Claessens, Cesare Comelli + Colenghi)                                              | Singolo (Fiorenzo Pagliano) Due con (Gino Montelatici, Giovanni Pianigiani + G. Pucci) |

### 1900-1909
| Competizione                                                     | Oro | Argento | Bronzo |
| ---------------------------------------------------------------- | --- | --- | --- |
| 2ª Olimpiade (M) (Parigi 1900) 0 - 0                             | -- -- -- -- -- -- | -- -- -- -- -- -- | -- -- -- -- -- -- |
| 8^ Europeo (M) (Parigi 1900) 0 - 1 - 2                           | -- -- -- -- -- -- | Quattro con (Paolo Diana, Giuseppe Nacci, Gaetano Caccavallo, Vittorio Narducci + Clementino Sbisà) | Singolo (Luigi Gerli) Due con (Paolo Diana, Giuseppe Nacci + Clementino Sbisà) |
| 9^ Europeo (M) (Zurigo, Svizzera, 1901) 17 agosto 1901 1 - 0 - 3 | Quattro con (Paolo Diana, Giuseppe Nacci, Gaetano Caccavallo, Vittorio Narducci + Clementino Sbisà) | -- -- -- -- -- -- | Singolo (Luigi Gerli) Due con (Paolo Diana, Vittorio Narducci + Clementino Sbisà) Otto con (Cino Ceni, Italo Ponis, Renato Orlandini, Fabio Orlandini, Gino Montelatici, Gastone Orlandini, Giorgio Bensa, Cesare Galardelli)                                                                     |
| 10^ Europeo (M) (Strasburgo 1902) 1 - 0                          | Singolo (Luigi Gerli) | Quattro con (Paolo Diana, Giuseppe Nacci, Gaetano Caccavallo, Vittorio Narducci + Clementino Sbisà) | -- -- -- -- -- -- |
| 11^ Europeo (M) (Venezia 1903) 0 - 2 - 1                         | -- -- -- -- -- -- | Doppio (Luigi Gerli, Emilio Sacchini) Otto con (Giorgio Bensa, Gino Montelatici, Cino Ceni, Guglielmo Ously, Mario Piattoli, Valente Cappelli, Raffaello Baldi, Vittorio Parrini) | Quattro con (Paolo Diana, Vittorio Narducci, Gaetano Caccavallo, Giuseppe Nacci + Lisona) |
| 3ª Olimpiade (M) (St Louis 1904) 0 - 0                           | -- -- -- -- -- -- | -- -- -- -- -- -- | -- -- -- -- -- -- |
| 12^ Europeo (M) (Parigi 1904) 0 - 3                              | -- -- -- -- -- -- | -- -- -- -- -- -- | Due con (Augusto Barbati, Luigi Stolte + Guasco) Quattro con (Enrico Capelli, Ermano Borghi, Costante Brambilla, Antonio Maganza + Guasco) Otto con (Carlo Caproni, Mario Bessignano, Uberto Cagnassi, Giorgio Gianolio, Virgilio Forni, Francesco Rossi, Aldo Marchetti, Antonio Colli + Guasco) |
| 13^ Europeo (M) (Ghent 1905) 0 - 2 - 1                           | -- -- -- -- -- -- | Doppio (Luigi Gerli, Emilio Sacchini) Quattro con (Ercole Olgeni, Scipione Del Giudice, Emilio Fontanella, Antonio Finotti + Corrado Benedettelli) | Otto con (Enrico Capelli, Antonio Maganza, Angelo Buffoni, Luigi Gerli, Agostino Urani, Costante Brambilla, Erminio Dones, Mario Rossi) |
| Olimpiade intermedia (M) (Atene 1906) 4 - 1 - 1                  | Due con (1000m) (Enrico Bruna, Emilio Fontanella + Giorgio Cesana) Due con (1 miglio) (Enrico Bruna, Emilio Fontanella + Giorgio Cesana) Quattro con (2 miglia) (Enrico Bruna, Emilio Fontanella, Riccardo Zardinoni, Giuseppe Poli + Giorgio Cesana) Lance navali - sei con (2000m) | Due con (1000m) (Francesco Civera, Luigi Diana + Emilio Cesarana) | Lance navali - sedici con (3000m) |
| 14^ Europeo (M) (Pallanza 1906) 1 - 3 - 1                        | Due con (Ercole Olgeni, Scipione Del Giudice + Giuseppe Mion) | Singolo (Giovanni Brunialti) Doppio (Gianpietro Filippi, Costante Scalero) Quattro con (Giuseppe Sinigaglia, Annibale Beretta, Ettore Luciani, Orlando Pontiggia + T. Quadrio) | Otto con (Archimede de Gregori, Alberto del Nunzio, Giovanni Brunialti, Alfredo Tuzi, Armando Garroni, Guido de Cupis, Ettore Manzolini, Giuseppe Aluffi) |
| 15^ Europeo (M) (Strasburgo 1907) 1 - 3 - 2                      | Doppio (Emilio Sacchini, Erminio Dones) | Due con (Giuseppe Sinigaglia, Annibale Beretta + Cetti) Quattro con (Ettore Sansoni, Mario Albertini, Giacomo Bellinzoni, Corrado Malaspina) Otto con (Giovanni Brunialti, Alberto del Nunzio, Archimede de Gregori, Alfredo Tuzi, Armando Garroni, Guido de Cupis, Carlo Gigliesi, Alfonso Serventi) | Singolo (Erminio Dones) Quattro con |
| 4ª Olimpiade (M) (Londra 1908) 0 - 0                             | -- -- -- -- -- -- | -- -- -- -- -- -- | -- -- -- -- -- -- |
| 16^ Europeo (M) (Lucerna 1908) 1 - 2 - 1                         | Quattro con (Ercole Olgeni, Scipione Del Giudice, Mario Tres, Brenno Del Giudice + Giuseppe Mion) | Doppio (Emilio Sacchini, Erminio Dones) Due con (Ercole Olgeni, Scipione Del Giudice, Giuseppe Mion) | Otto con (Giovanni Brunialti, Alberto del Nunzio, Archimede de Gregori, Alfredo Tuzi, Armando Garroni, Guido de Cupis, Carlo Gigliesi, Alfonso Serventi) |
| 17^ Europeo (M) (Parigi 1909) 3 - 1 - 0                          | Singolo (Teodoro Mariani) Due con (Scipione Del Giudice, Luigi Ermellini + Giuseppe Mion) Quattro con (Scipione Del Giudice, Luigi Ermellini, Mario Tres, Brenno Del Giudice + Giuseppe Mion                                                                                         | Otto con (Scipione Del Giudice, Luigi Ermellini, Tullio Rosada, Italo Sambo, Mario Tres, Curzio Del Giudice, Alfredo Stranieri, Brenno Del Giudice + Giuseppe Mion) | -- -- -- -- -- -- |

### 1910-1919
| Competizione                         | Oro | Argento | Bronzo |
| ------------------------------------ | --- | --- | --- |
| 18^ Europeo (Ostenda 1910) 1 - 2 - 1 | Quattro con (Scipione Del Giudice, Luigi Ermellini, Mario Tres, Brenno Del Giudice + Giuseppe Mion) | Doppio (Enrico Bruna, Ercole Olgeni) Otto (Arturo Piazza, Enrico Bruna, Giovanni Scatturin, Agostino Wulten, Edoardo Signoretto, Aldo Bettini + G. Graziadei) | Singolo (Enrico Bruna) |
| 19^ Europeo (Como 1911) 4 - 1 - 0    | Singolo (Giuseppe Sinigaglia) Doppio (Giuseppe Sinigaglia, Teodoro Mariani) Due con (Enrico Bruna, Ercole Olgeni + G. Graziadei) Otto (Scipione Del Giudice, Luigi Ermellini, Tullio Rosada, Giovanni Nenzi, Mario Tres, Gino Solesin, Curzio Del Giudice, Brenno Del Giudice + Giuseppe Mion) | Quattro con (Scipione Del Giudice, Luigi Ermellini, Mario Tres, Brenno Del Giudice + Giuseppe Mion)                                                           | -- -- -- -- -- -- |
| 5ª Olimpiade (Stoccolma 1912) 0 - 0  | -- -- -- -- -- -- | -- -- -- -- -- -- | -- -- -- -- -- -- |
| 20^ Europeo (Ginevra 1912) 1 - 2 - 2 | Doppio (Erminio Dones, Pietro Annoni) | Singolo (Giuseppe Sinigaglia) Otto con | Due con (Franco Gianolio, Giorgio Lajolo + M. Charvet Quattro con (Emilio Lucca, Enrivo Marinoni, Nino Torlaschi, Felice Monza, Plinio Urio)                                                                           |
| 21^ Europeo (Ghent 1913) 0 - 1 - 2   | -- -- -- -- -- -- | Doppio (Giuseppe Sinigaglia, Nino Torlaschi) | Due con (Franco Gianolio, Giorgio Lajolo + Gustavo Canton) Otto con (Emilio Lucca, Enrico Marinoni, Ettore Lucioni, Giuseppe Sinigaglia, Franco Lajolo, Giorgio Gianolio, Nino Torlaschi, Alfredo Taroni, Plinio Urio) |

NOTA: A causa degli eventi bellici della prima guerra mondiale negli anni tra il 1914 e il 1919 non si svolse alcuna competizione internazionale di canottaggio.

### 1920-1929
| Competizione                                     | Oro | Argento | Bronzo |
| ------------------------------------------------ | --- | --- | --- |
| 7ª Olimpiade (Anversa 1920) 1 - 0                | Duo con (Ercole Olgeni, Giovanni Scatturin + Guido De Filip) | Doppio (Erminio Dones, Pietro Annoni) | -- -- -- -- -- -- |
| 22^ Europeo (Mâcon 1920) 0 - 1 - 1               | -- -- -- -- -- -- | Singolo (Giovanni Di Vaio) | Otto con (GiuseppeDe Col, Michelangelo Bernasconi, Carlo Cosnati, Edoardo Natella, Paolino Porta, Ambrogio Pessina, Enzo Malinverno, Angelo Maiocchi + Plinio Urio)           |
| 23^ Europeo (Amsterdam 1921) 0 - 1 - 0           | -- -- -- -- -- -- | Singolo (Nino Castelli) | -- -- -- -- -- -- |
| 24^ Europeo (Barcellona 1922) 0 - 3 - 0          | -- -- -- -- -- -- | Doppio (Erminio Dones, Lorenzo Salvini) Due con (Vincenzo Fabiano, Francesco Fabiano + Gino Bettini) Otto con (Luigi Miller, Carlo Toniatti, Francesco Cattalinich, Simeone Sofonio, Simeone Cattalinich, Alfredo Toniatti, Antonio Cattalinich, Bruno Sorich + Latino Galasso)                                              | -- -- -- -- -- -- |
| 25^ Europeo (Como 1923) 1 - 1                    | Otto con (Luigi Miller, Carlo Toniatti, Pietro Ivanov, Simeone Cattalinich, Giuseppe Crivelli, Bruno Sorich, Francesco Cattalinich, Vittorio Gliubich + Latino Galasso) | Due con (Giovanni Scatturin, Giuseppe Tassan + Gino Sopracordevole) | Doppio (Erminio Dones, Lorenzo Salvini) |
| 8ª Olimpiade (Parigi 1924) 0 - 1 - 1             | -- -- -- -- -- -- | Duo con (Ercole Olgeni, Giovanni Scatturin + Gino Sopracordevole) | Otto con (Antonio Cattalinich, Francesco Cattalinich, Simeone Cattalinich, Giuseppe Crivelli, Latino Galasso, Pietro Ivanov, Bruno Sorich, Carlo Toniatti, Vittorio Gliubich) |
| 26^ Europeo (Zurigo 1924) 0 - 1                  | -- -- -- -- -- -- | -- -- -- -- -- -- | Due con (Ercole Olgeni, Giovanni Scatturin + Gino Sopracordevole) |
| 27^ Europeo (Praga 1925) 1 - 0 - 1               | Quattro con (Remigio Genzo, Carlo Alberto Privilegi, Mimmo Montegnacco, Elio Grio + Martinelli Mario) | -- -- -- -- -- -- | Quattro senza (Renato Petruzzelli, Luigi Arciuli, Rolando Gantes, Giuseppe Magaletti)                                                                                         |
| 28^ Europeo (Lucerna 1926) 1 - 4 - 0             | Quattro con (Antonio Ghiardello, Mario Ghiardello, Giovanni Battista Pastine, Andrea Ghiardello + Ugo Giangrande) | Due senza (Jean Cipollina Jean, Massimo Ballestrero) Due con (Pierluigi Vestrini, Renzo Vestrini + Cesare Milani) Doppio (Sandro De Col, Michelangelo Bernasconi) Otto (Vincenzo Fabiano, Francesco Fabiano, Angelo Olgeni, Gildo Foco, Terenzio Catullo, Giuseppe Camuffo, Aldo Olgeni, Aldo Bettini + Angelo Gino Bettini) | -- -- -- -- -- -- |
| 29^ Europeo (Lucerna 1927) 6 - 1 - 0             | Singolo (Michelangelo Bernasconi) Due senza (Pierluigi Vestrini, Renzo Vestrini) Quattro senza (Palmiro Lago, Agostino Massa, Andrea Cattoni, Giuseppe Maggio) Quattro con (Antonio Ghiardello, Mario Ghiardello, Giovanni Battista Pastine,Andrea Ghiardello + Ugo Giangrande) Otto (Medardo Lamberti, Arturo Moroni, Vittore Stocchi, Guglielmo Carubbi, Amilcare Canevari, Medardo Galli, Giulio Lamberti, Benedetto Borella + Angelo Polledri)  | Doppio (Sandro De Col, Michelangelo Bernasconi) | -- -- -- -- -- -- |
| 9ª Olimpiade (Amsterdam 1928) 1 - 0 - 1          | Quattro con (Valerio Perentin, Giliante D'Este, Nicolò Vittori, Giovanni Delise + Renato Petronio) | -- -- -- -- -- -- | Quattro senza (Cesare Rossi, Pietro Freschi, Umberto Bonadè, Paolo Gennari)                                                                                                   |
| 30^ Europeo (Bydgoszcz, Polonia, 1929) 5 - 1 - 0 | Due senza (Romeo Sisti, Nino Ultimo Bolzoni) Due con (Pierluigi Vestrini, Renzo Vestrini, Cesare Milani) Quattro senza (Cesare Rossi, Pietro Freschi, Umberto Bonadè, Paolo Gennari) Quattro con (Valerio Perentin, Giliante D’Este, Nicolò Vittori, Giovanni Delise + Renato Petronio) Otto (Vittorio Cioni, Enrico Garzelli, Guglielmo Del Bimbo, Roberto Vestrini, Dino Barsotti, Eugenio Nenci, Mario Balleri, Renato Barbieri + Cesare Milani) | Doppio (Sandro De Col, Michelangelo Bernasconi) | -- -- -- -- -- -- |

### 1930-1939
| Competizione                                       | Oro | Argento | Bronzo |
| -------------------------------------------------- | --- | --- | --- |
| 31^ Europeo (Liegi, Belgio, 1930) 2 - 4 - 0        | Due con (Guglielmo Carubbi, Arturo Moroni, Angelo Polledri) Quattro senza (Cesare Rossi, Pietro Freschi, Umberto Bonadè, Paolo Gennari)                                                                          | Singolo (Vincenzo Giacomini) Doppio (Sandro De Col, Michelangelo Bernasconi) Quattro con (Valerio Perentin, Nicolò Vittori, Renato Felluga, Francesco Chicco + Renato Petronio) Otto (Vittorio Cioni, Enrico Garzelli, Guglielmo Del Bimbo, Roberto Vestrini, Dino Barsotti, Eugenio Nenci, Mario Balleri, Renato Barbieri + Cesare Milani) | -- -- -- -- -- -- |
| 32^ Europeo (Parigi, Francia, 1931) 1 - 4 - 1      | Quattro con (Antonio Ghiardello, Giliante D’Este, Francesco Cossu, Antonio Garzoni-Provenzani + Carlo Giacinti)                                                                                                  | Singolo (Enrico Mariani) Due senza (Rino Galeazzi, Vittorio Lucchini) Due con (Romeo Sisti, Zemiro Siboni + Guido Spernazzati) Otto (Vittorio Cioni, Guglielmo Del Bimbo, Enrico Garzelli, Dino Barsotti, Renato Bracci, Eugenio Nenci, Mario Balleri, Renato Barbieri + Cesare Milani)                                                     | Doppio (Michelangelo Bernasconi, Enrico Mariani) |
| 10ª Olimpiade (Los Angeles 1932) 0 - 2 - 1         | -- -- -- -- -- -- | Quattro con (Bruno Vattovaz, Giovanni Plazzer, Riccardo Divora, Bruno Parovel + Giovanni Scher) Otto (Vittorio Cioni, Mario Balleri, Renato Bracci, Dino Barsotti, Roberto Vestrini, Guglielmo Del Bimbo, Enrico Garzelli, Renato Barbieri + Cesare Milani)                                                                                 | Quattro senza (Antonio Ghiardello, Francesco Cossu, Giliante D'Este, Antonio Provenzani)                                                                                                   |
| 33^ Europeo (Belgrado, Yugoslavia, 1932) 2 - 4 - 0 | Singolo (Enrico Mariani) Quattro con (Valerio Perentin, Nicolò Vittori, Francesco Chicco, Giovanni Delise + Renato Petronio)                                                                                     | Due senza (Rino Galeazzi, Vittorio Lucchini) Due con (Gustavo Sorge, Angelo Sorge + Livio Armando) Doppio (Livio Curto, Ettore Brosch) Quattro senza (Mario Leofler, Giulio Berteletti, Giuseppe Livorno, Giovanni Monteggia) | -- -- -- -- -- -- |
| 34^ Europeo (Budapest, Ungheria, 1933) 1 - 2 - 1   | Quattro con (Valerio Perentin, Francesco Chicco, Nicolò Vittori, Umberto Vittori + Renato Petronio) | Doppio (Orfeo Paroli, Mario Moretti) Otto (Mario Balleri, Enrico Garzelli, Guglielmo Del Bimbo, Dante Secchi, Dino Barsotti, Renato Bracci, Ottorino Godini, Renato Barbieri + Cesare Milani) | Singolo (Vincenzo Giacomini) |
| 35^ Europeo (Lucerna, Svizzera, 1934) 1 - 0 - 1    | Quattro con (Valerio Perentin, Francesco Chicco, Nicolò Vittori, Umberto Vittori + Renato Petronio) | -- -- -- -- -- -- | Otto (Antonio Ghiardello, Gastone De Angelis, Enzo Rampelli, Lucilio Bobig, Guglielmo Del Neri, Carlo Del Favero, Ito Del Favero, Antonio Garzoni-Provenzani + Emilio Girolimini)          |
| 36^ Europeo (Berlino, Germania, 1935) 1 - 0 - 2    | Due con (Almiro Bergamo, Guido Santin + Luciano Negrini) | -- -- -- -- -- -- | Quattro con (Valerio Perentin, Giliante D’Este, Nicolò Vittori, Umberto Vittori + Renato Petronio) Quattro senza (Mario Lazzati, Ermenegildo Manfredini, Carlo Zuccaro, Augusto Ripamonti) |
| 11ª Olimpiade (Berlino 1936) 0 - 2 - 0             | -- -- -- -- -- -- | Due con (Almiro Bergamo, Guido Santin + Luciano Negrini) Otto (Guglielmo Del Bimbo, Dino Barsotti, Oreste Grossi, Enzo Bartolini, Mario Checcacci, Dante Secchi, Ottorino Quaglierini, Enrico Garzelli + Cesare Milani) | -- -- -- -- -- -- |
| 37^ Europeo (Amsterdam, Olanda, 1937) 2 - 1 - 2    | Due senza (Mario Lazzati, Ermenegildo Manfredini) Otto (Alberto Bonciani, Ottorino Quaglierini, Dante Secchi, Enzo Bertolini, Mario Checcacci, Giovanni Persico, Oreste Grossi, Enrico Garzelli + Cesare Milani) | Due con (Almiro Bergamo, Guido Santin + Angelo Gino) | Doppio (Ettore Brosch, Giorgio Scherl) Quattro con (Aldo Pellizzoni, Lucillo Bobig, Guglielmo Del Neri, Francesco Pittaluga + Eugenio Suzzi)                                               |
| 38^ Europeo (Milano, Italia, 1938) 2 - 3 - 1       | Due con (Almiro Bergamo, Guido Santin + Angelo Gino) Doppio (Ettore Brosch, Giorgio Scherl) | Due senza (Mario Lazzati, Ermenegildo Manfredini) Quattro senza (Francesco Pittaluga, Luigi Luscardo, Gaetano Petrucci, Agostino Massa) Quattro con (Angelo Fioretti, Guglielmo Del Neri, Mario Acchini, Angelo Isella + Alessandro Bardelli)                                                                                               | Otto (Alberto Bonciani, Ottorino Quaglierini, Oreste Grossi, Dante Secchi, Enzo Bertolini, Giovanni Persico, Dino Cecchi, Enrico Garzelli + Cesare Milani)                                 |

- I campionati europei del 1936 non furono disputati per concomitanza con lo svolgimento dei Giochi Olimpici di Berlino 1936.
- Dal 1939 al 1946 ogni manifestazione internazionale fu cancellata per lo scoppio della Seconda Guerra Mondiale.

### 1940-1949
| Competizione                                          | Oro | Argento | Bronzo                                                          |
| ----------------------------------------------------- | --- | --- | --------------------------------------------------------------- |
| 39^ Europeo (M) (Lucerna 1947) 2 - 0                  | Quattro senza (Giuseppe Moioli, Elio Morille, Giovanni Invernizzi, Franco Faggi) Otto (Angelo Fioretti, Mario Acchini, Fortunato Maninetti, Bonifacio De Bortoli, Enrico Ruberti, Pietro Sessa, Ezio Acchini, Luigi Gandini + Alessandro Bardelli) | Due con (Giovanni Steffè, Aldo Tarlao + Albino Grio) Quattro con (Reginaldo Polloni, Francesco Gotti, Renato Macario, Riccardo Cerruti + Domenico Cambieri) | -- -- -- -- -- --                                               |
| 14ª Olimpiade (M) (Londra 1948) 5-9 agosto 1948 1 - 2 | Quattro senza (Giuseppe Moioli, Elio Morille, Giovanni Invernizzi, Franco Faggi) | Due con (Giovanni Steffè, Aldo Tarlao + Alberto Radi) | Singolo (Romolo Catasta) Due senza (Felice Fanetti, Bruno Boni) |
| 40^ Europeo (M) (Amsterdam 1949) 4 - 1 - 1            | Due con (Giuseppe Ramani, Aldo Tarlao + Luciano Marion) Quattro senza (Giuseppe Moioli, Elio Morille, Giovanni Invernizzi, Franco Faggi) Quattro con (Vladimiro Bobig, Mario Tagliapietra, Mario Delise, Renato Giurissa + Eugenio Suzzi) Otto (Angelo Fioretti, Pietro Sessa, Fortunato Maninetti, Bonifacio De Bortoli, Mario De Bortoli, Uberto Urbani, Ezio Acchini, Luigi Gandini + Alessandro Bardelli) | Doppio (Mario Ustolin, Silvio Bergamini) | Due senza (Felice Fanetti, Bruno Boni)                          |

- Dal 1939 al 1946 ogni manifestazione internazionale fu cancellata per lo scoppio della Seconda Guerra Mondiale.
- I campionati europei del 1948 non furono disputati per concomitanza con lo svolgimento dei Giochi Olimpici di Londra 1948.

### 1950-1959
| Competizione                                                                                     | Oro | Argento | Bronzo                                                                                          |
| ------------------------------------------------------------------------------------------------ | --- | --- | ----------------------------------------------------------------------------------------------- |
| 41^ Europeo (M) (Milano 1950) 3 - 0                                                              | Due con (Giuseppe Ramani, Aldo Tarlao + Luciano Marion) Quattro senza (Giuseppe Moioli, Elio Morille, Giovanni Invernizzi, Franco Faggi) Otto (Angelo Fioretti, Pietro Sessa, Fortunato Maninetti, Bonifacio De Bortoli, Mario De Bortoli, Uberto Urbani, Mario Chicco, Luigi Gandini + Alessandro Bardelli) | Due senza (Erio Bettega, Nicolò Simone) Doppio (Antonio Balossi, Ludovico Sommaruga) Quattro con (Romeo Santin, Amedeo Scarpi, Marcello Basso, Albino Trevisan + Giovanni Vorano) | -- -- -- -- -- --                                                                               |
| 42^ Europeo (MF) (Macon 1951) 2 - 0                                                              | Due con (Giuseppe Ramani, Aldo Tarlao + Luciano Marion) Quattro con (Reginaldo Polloni, Francesco Gotti, Angelo Ghidini, Guido Cristinelli + Domenico Cambieri) | Doppio (Antonio Balossi, Silvio Bergamini) | -- -- -- -- -- --                                                                               |
| 15ª Olimpiade (M) (Helsinki 1952) 20-23 luglio 1952 0 - 0                                        | -- -- -- -- -- -- | -- -- -- -- -- -- | -- -- -- -- -- --                                                                               |
| 43^ Europeo (MF) (Copenaghen 1953) 0 - 0                                                         | -- -- -- -- -- -- | -- -- -- -- -- -- | -- -- -- -- -- --                                                                               |
| 44^ Europeo (MF) (Amsterdam 1954) 1 - 0 - 0                                                      | Quattro senza (Giuseppe Moioli, Giovanni Zucchi, Marco Carri, Attilio Cantoni) | -- -- -- -- -- -- | -- -- -- -- -- --                                                                               |
| 45^ Europeo (MF) (Bucharest 1955) 4-7 ago 1955 (F) (Gand, Belgio, 1955) 25-28 ago 1955 (M) 0 - 0 | -- -- -- -- -- -- | -- -- -- -- -- -- | -- -- -- -- -- --                                                                               |
| 46^ Europeo (MF) (Bled 1956) set 1956 1 - 0 - 1                                                  | Quattro senza (Giuseppe Moioli, Attilio Cantoni, Giovanni Zucchi, Abbondio Marcelli) | -- -- -- -- -- -- | Quattro con (Franco Trincavelli, Angelo Vanzin, Romano Sgheiz, Alberto Winkler + Ivo Stefanoni) |
| 16ª Olimpiade (Melbourne 1956) 23-27 nov 1956 1 - 0 - 0                                          | Quattro con (Alberto Winkler, Romano Sgheiz, Angelo Vanzin, Franco Trincavelli + Ivo Stefanoni) | -- -- -- -- -- -- | -- -- -- -- -- --                                                                               |
| 47^ Europeo (MF) (Duisburg 1957) 23 ago - 1 set 1957 1 - 0 - 0                                   | Otto (Franco Trincavelli, Alberto Winkler, Attilio Cantoni, Romano Sgheiz, Giovanni Zucchi, Abbondio Marcelli, Angelo Vanzin, Ellero Borgnolo + Ivo Stefanoni) | -- -- -- -- -- -- | -- -- -- -- -- --                                                                               |
| 48^ Europeo (MF) (Poznan 1958) 1 - 0                                                             | Otto (Romano Sgheiz, Alberto Winkler, Attilio Cantoni, Fulvio Balatti, Ellero Borgnolo, Giampiero Gilardi, Giovanni Zucchi, Giuseppe Moioli + Ivo Stefanoni) | Due con (Renzo Ostino, Giovanni Anselmi + Vincenzo Bruno) | -- -- -- -- -- --                                                                               |
| 49^ Europeo (MF) (Macon 1959) 0 - 1 - 0                                                          | -- -- -- -- -- -- | Due con (Renzo Ostino, Giovanni Anselmi + Vincenzo Bruno) | -- -- -- -- -- --                                                                               |

### 1960-1969
| Competizione                                                                                | Oro | Argento                                                                                              | Bronzo |
| ------------------------------------------------------------------------------------------- | --- | --- | --- |
| 50^ Europeo (F) (Londra, Inghilterra, 1960) 12-14 ago 1960 0 - 0                            | -- -- -- -- -- -- | -- -- -- -- -- --                                                                                    | -- -- -- -- -- -- |
| 17ª Olimpiade (M) (Roma 1960) 30 ago - 3 set 1960 0 - 1 - 1                                 | -- -- -- -- -- -- | Quattro senza (Renato Bosatta, Tullio Baraglia, Giancarlo Crosta, Giuseppe Galante)                  | Quattro con (Fulvio Balatti, Romano Sgheiz, Franco Trincavelli, Giovanni Zucchi + Ivo Stefanoni)                                                                                    |
| 51^ Europeo (MF) (Praga, 1961) 18-20 (F), 24-27 (M) ago 1961 2 - 0 - 1                      | Quattro senza (Renato Bosatta, Tullio Baraglia, Giancarlo Crosta, Giuseppe Galante) Otto (Romano Sgheiz, Giovanni Zucchi, Raffaele Viviani, Giuseppe Palese, Fulvio Balatti, Gianpietro Gilardi, Vinico Brondi, Sereno Brunello + Ivo Stefanoni) | -- -- -- -- -- --                                                                                    | Quattro con (Vito Casalucci, Michele Vertuccio, Salvatore Ibba, Francesco Staiti + Giuseppe Giorgianni                                                                              |
| 52^ Europeo (F) (Berlino, 1962) 17-19 ago 1962 0 - 0                                        | -- -- -- -- -- -- | -- -- -- -- -- --                                                                                    | -- -- -- -- -- -- |
| 1^ Mondiale (M) (Lucerna 1962) 6-9 set 1962 0 - 0                                           | -- -- -- -- -- -- | -- -- -- -- -- --                                                                                    | -- -- -- -- -- -- |
| 53^ Europeo (MF) (Copenaghen, 1963) 14-18 ago 1963 (M) (Mosca, 1963) 6-8 set 1963 (F) 1 - 0 | Due senza (Mario Petri, Paolo Mosetti) | Quattro senza (Romano Sgheiz, Fulvio Balatti, Giovanni Zucchi, Luciano Sgheiz)                       | -- -- -- -- -- -- |
| 54^ Europeo (MF) (Amsterdam, 1964) 31 lug - 2 ago 1964 (F) 6-9 ago 1964 (M) 0 - 2           | -- -- -- -- -- -- | -- -- -- -- -- --                                                                                    | Quattro senza (Romano Sgheiz, Fulvio Balatti, Giovanni Zucchi, Luciano Sgheiz) Quattro con (Renato Bosatta, Emilio Trivini, Giuseppe Galante, Franco De Pedrina + Giovanni Spinola) |
| 18ª Olimpiade (M) (Tokyo 1964) 11-15 ott 1964 0 - 1 - 0                                     | -- -- -- -- -- -- | Quattro con (Renato Bosatta, Emilio Trivini, Giuseppe Galante, Franco De Pedrina + Giovanni Spinola) | -- -- -- -- -- -- |
| 55^ Europeo (MF) (Duisburg, 1965) 20-22 ago 1965 (F) 26-29 ago 1965 (M) 0 - 1 - 0           | -- -- -- -- -- -- | Due con (Primo Baran, Renzo Sambo + Giorgio Conte)                                                   | -- -- -- -- -- -- |
| 56^ Europeo (F) (Amsterdam, 1966) 26-28 ago 1966 0 - 0                                      | -- -- -- -- -- -- | -- -- -- -- -- --                                                                                    | -- -- -- -- -- -- |
| 2^ Mondiale (M) (Bled 1966) 8-11 set 1966 0 - 1                                             | -- -- -- -- -- -- | -- -- -- -- -- --                                                                                    | Due con (Primo Baran, Renzo Sambo + Enrico Pietropolli) |
| 57^ Europeo (MF) (Vichy, 1967) 1-3 set 1967 (F) 7-10 set 1967 (M) 1 - 0 - 0                 | Due con (Primo Baran, Renzo Sambo + Bruno Cipolla) | -- -- -- -- -- --                                                                                    | -- -- -- -- -- -- |
| 58^ Europeo (F) (Berlino Est, 1968) 16-18 ago 1968 0 - 0                                    | -- -- -- -- -- -- | -- -- -- -- -- --                                                                                    | -- -- -- -- -- -- |
| 19ª Olimpiade (M) (Città del Messico 1968) 13-19 ott 1968 1 - 0 - 1                         | Due con (Primo Baran, Renzo Sambo + Bruno Cipolla) | -- -- -- -- -- --                                                                                    | Quattro senza (Tullio Baraglia, Renato Bosatta, Pier Angelo Conti Manzini, Abramo Albini)                                                                                           |
| 59^ Europeo (MF) (Klagenfurt, 1969) 5-7 set 1969 (F) 11-14 set 1969 (M) 0 - 1 - 0           | -- -- -- -- -- -- | Due con (Primo Baran, Angelo Rossetto + Giorgio Sajeva)                                              | -- -- -- -- -- -- |

### 1970-1979
| Competizione                                                                               | Oro               | Argento           | Bronzo                                   |
| ------------------------------------------------------------------------------------------ | ----------------- | ----------------- | ---------------------------------------- |
| 60^ Europeo (F) (Tata, 1970) 20-23 ago 1970 0 - 0                                          | -- -- -- -- -- -- | -- -- -- -- -- -- | -- -- -- -- -- --                        |
| 3^ Mondiale (M) (St. Catharines 1970) 3-6 set 0 - 0                                        | -- -- -- -- -- -- | -- -- -- -- -- -- | -- -- -- -- -- --                        |
| 61^ Europeo (MF) (Copenaghen, 1971) 12-15 ago 1971 (F) 18-25 ago 1971 (M) 0 - 1 - 0        | -- -- -- -- -- -- | -- -- -- -- -- -- | -- -- -- -- -- --                        |
| 62^ Europeo (F) (Brandenburg, 1970) 10-13 ago 1972 0 - 0                                   | -- -- -- -- -- -- | -- -- -- -- -- -- | -- -- -- -- -- --                        |
| 20ª Olimpiade (M) (Monaco 1972) 27 ago - 2 set 0 - 0                                       | -- -- -- -- -- -- | -- -- -- -- -- -- | -- -- -- -- -- --                        |
| 63^ Europeo (MF) (Mosca, 1973) 23-26 ago (F) 29 ago - 2 set (M) 0 - 1 - 0                  | -- -- -- -- -- -- | -- -- -- -- -- -- | -- -- -- -- -- --                        |
| 4^ Mondiale (MF) (Lucerna 1974) 29 ago - 1 set (F) 4-8 set (M) 0 - 0                       | -- -- -- -- -- -- | -- -- -- -- -- -- | -- -- -- -- -- --                        |
| 5^ Mondiale (MF) (Nottingham 1975) 21-30 ago 0 - 0                                         | -- -- -- -- -- -- | -- -- -- -- -- -- | -- -- -- -- -- --                        |
| 21ª Olimpiade (MF) (Montréal 1976) 18-25 lug 0 - 0                                         | -- -- -- -- -- -- | -- -- -- -- -- -- | -- -- -- -- -- --                        |
| 5b^ Mondiale (M) (Villach 1976) 14-16 ago 0 - 0                                            | -- -- -- -- -- -- | -- -- -- -- -- -- | -- -- -- -- -- --                        |
| 6^ Mondiale (MF) (Amsterdam 1977) 19-28 ago 0 - 0                                          | -- -- -- -- -- -- | -- -- -- -- -- -- | -- -- -- -- -- --                        |
| 7^ Mondiale (MF) (Copenaghen 1978) 3-6 ago (leggeri) (Cambridge 1978) 30 ott - 5 nov 0 - 0 | -- -- -- -- -- -- | -- -- -- -- -- -- | -- -- -- -- -- --                        |
| 8^ Mondiale (MF) (Bled 1979) 30 ago - 9 set 0 - 1                                          | -- -- -- -- -- -- | -- -- -- -- -- -- | Doppio (ML) (Mauro Torta, Romano Uberti) |

### 1980-1989
| Competizione                                              | Oro | Argento | Bronzo |
| --------------------------------------------------------- | --- | --- | --- |
| 9^ Mondiale (M) (Hazewinkel 1980) 16 ago 1 - 0 - 0        | Doppio (L) (Francesco Esposito, Ruggero Verroca) | -- -- -- -- -- -- | -- -- -- -- -- -- |
| 22ª Olimpiade (MF) (Mosca 1980) 0 - 0                     | -- -- -- -- -- -- | -- -- -- -- -- -- | -- -- -- -- -- -- |
| 10^ Mondiale (MF) (Monaco 1981) 30 ago - 6 set 2 - 1 - 1  | Due con (Carmine Abbagnale, Giuseppe Abbagnale + Giuseppe Di Capua) Doppio (L) (Francesco Esposito, Ruggero Verroca) | Otto (L) (Franco Pantano, Mauro Torta, Romano Uberti, Lauro Zettin, Renzo Borsini, Lanfranco Borsini, Claudio Castiglioni, Leonardo Salani + Davide Lanza) | Due senza (Antonio Baldacci, Ezio Pacovich) |
| 11^ Mondiale (MF) (Lucerna 1982) 28-29 ago 4 - 0 - 1      | Due con (Carmine Abbagnale, Giuseppe Abbagnale + Giuseppe Di Capua) Doppio (L) (Francesco Esposito, Ruggero Verroca) Quattro senza (L) (Marco Romano, Daniele Boschin, Paolo Martinelli, Pasquale Aiese) Otto (L) (Vittorio Valentinis, Mauro Torta, Franco Pantano, Valentino Tontodonati, Renzo Borsini, Lanfranco Borsini, Claudio Castiglioni, Leonardo Salani + Giuseppe Di Capua) | -- -- -- -- -- -- | Singolo (L) (Luca Migliaccio) |
| 12^ Mondiale (MF) (Duisburg 1983) 3-4 set 1 - 0 - 2       | Doppio (L) (Francesco Esposito, Ruggero Verroca) | -- -- -- -- -- -- | Due con (Carmine Abbagnale, Giuseppe Abbagnale + Giuseppe Di Capua) Quattro di coppia (Piero Poli, Renato Gaeta, Antonio Dell'Aquila, Stefano Lari) |
| 23ª Olimpiade (MF) (Los Angeles 1984) 1 - 0 - 0           | Due con (Carmine Abbagnale, Giuseppe Abbagnale + Giuseppe Di Capua) | -- -- -- -- -- -- | -- -- -- -- -- -- |
| 13^ Mondiale (L/MF) (Montréal 1984) 26 ago 1 - 0          | Doppio (L) (Francesco Esposito, Ruggero Verroca) | Otto (L) (Fabrizio Ravasi, Michele Savoia, Vittorio Torcellan, Salvatore Orlando, Stefano Spremberg, Paolo Marostica, Andrea Re, Pasquale Marigliano + Massimo Di Deco) | -- -- -- -- -- -- |
| 14^ Mondiale (MF) (Malines 1985) 26 ago - 1 set 3 - 4 - 0 | Due con (Carmine Abbagnale, Giuseppe Abbagnale + Giuseppe Di Capua) Singolo (L) (Ruggero Verroca) Otto (L) (Maurizio Losi, Michele Savoia, Vittorio Torcellan, Massimo Lana, Stefano Spremberg, Paolo Marostica, Andrea Re, Fabrizio Ravasi + Massimo Di Deco) | Quattro con (Mario Lafranconi, Giovanni Suarez, Gino Iseppi, Giuseppe Carando + Siro Meli) Otto (Agostino Abbagnale, Sergio Caropreso, Antonio Maurogiovanni, Alfredo Bollati, Giovanni Miccoli, Maurizio Donna, Annibale Venier, Pasquale Marigliano + Siro Meli) Due di coppia (L) (Brigitte Helmers, Alrun Urbach) Quattro senza (L) (Dario Longhin, Mauro Torta, Nerio Gainotti, Franco Pantano) | -- -- -- -- -- -- |
| 15^ Mondiale (MF) (Nottingham 1986) 17-24 ago 3 - 2 - 0   | Due di coppia (Alberto Belgeri, Igor Pescialli) Quattro senza (L) (Franco Pantano, Dario Longhin, Nerio Gainotti, Mauro Torta) Otto (L) (Maurizio Losi, Michele Savoia, Vittorio Torcellan, Massimo Lana, Stefano Spremberg, Paolo Marostica, Andrea Re, Fabrizio Ravasi + Massimo Di Deco)                                                                                             | Due con (Carmine Abbagnale, Giuseppe Abbagnale + Giuseppe Di Capua) Due senza (Marco Romano, Pasquale Alese) | -- -- -- -- -- -- |
| 16^ Mondiale (MF) (Copenaghen 1987) 29-30 ago 3 - 0 - 2   | Due con (Carmine Abbagnale, Giuseppe Abbagnale + Giuseppe Di Capua) Due di coppia (L) (Enrico Gandola, Giovanni Calabrese) Otto (L) (Maurizio Losi, Alfredo Striani, Vittorio Torcellan, Massimo Lana, Stefano Spremberg, Carlo Gaddi, Andrea Re, Fabrizio Ravasi + Sebastiano Zanetti)                                                                                                 | -- -- -- -- -- -- | Quattro con (Antonio Maurogiovanni, Giovanni Suarez, Renato Gaeta, Giuseppe Carando + Dino Lucchetta) Singolo (L) (Ruggero Verroca)                 |
| 17^ Mondiale (L/MF) (Milano 1988) 6 ago 3 - 0 - 1         | Doppio (L) (Enrico Gandola, Francesco Esposito) Quattro senza (L) (Mauro Torta, Dario Longhin, Massimo Lana, Nerio Gainotti) Otto (L) (Alfredo Striani, Andrea Re, Stefano Spremberg, Maurizio Losi, Fabrizio Ravasi, Enrico Barbaranelli, Sabino Bellomo, Vittorio Torcellan + Luigi Velotti)                                                                                          | -- -- -- -- -- -- | Singolo (L) (Ruggero Verroca) |
| 24ª Olimpiade (MF) (Seul 1988) 2 - 0 - 0                  | Quattro di coppia (Agostino Abbagnale, Gianluca Farina, Piero Poli, Davide Tizzano) Due con (Carmine Abbagnale, Giuseppe Abbagnale + Giuseppe Di Capua) | -- -- -- -- -- -- | -- -- -- -- -- -- |
| 18^ Mondiale (MF) (Bled 1989) 2-10 set 2 - 0              | Due con (Carmine Abbagnale, Giuseppe Abbagnale + Giuseppe Di Capua) Otto (L) (Enrico Barbaranelli, Roberto Romanini, Franco Falossi, Danilo Fraquelli, Vittorio Torcellan, Carlo Gaddi, Andrea Re, Fabrizio Ravasi + Giuseppe Lamberti) | Quattro di coppia (Gianluca Farina, Filippo Soffici, Davide Tizzano, Giovanni Calabrese) Quattro senza (L) (Nerio Gainotti, Alfredo Striani, Dario Longhin, Mauro Torta) | -- -- -- -- -- -- |

### 1990-1999
| Competizione                                                      | Oro | Argento | Bronzo |
| ----------------------------------------------------------------- | --- | --- | --- |
| 19^ Mondiale (MF) (Barrington 1990) 31 ott - 4 nov 3 - 0 - 1      | Due con (Carmine Abbagnale, Giuseppe Abbagnale + Giuseppe Di Capua) Quattro di coppia (L) (Francesco Esposito, Massimo Lana, Paolo Pittino, Massimo Guglielmi) Otto (L) (Enrico Barbaranelli, Franco Falossi, Carlo Gaddi, Fabrizio Ranieri, Fabrizio Ravasi, Andrea Re, Roberto Romanini, Alfredo Striani + Giuseppe Lamberti)                                              | -- -- -- -- -- -- | Quattro di coppia (Alessandro Corona, Gianluca Farina, Massimo Paradiso, Filippo Soffici) |
| 20^ Mondiale (MF) (Vienna 1991) 21-24 ago 2 - 0                   | Due con (Carmine Abbagnale, Giuseppe Abbagnale + Giuseppe Di Capua) Otto (L) (Enrico Barbaranelli, Domenico Cantoni, Carlo Gaddi, Pasquale Marigliano, Fabrizio Ranieri, Fabrizio Ravasi, Andrea Re, Roberto Romanini + Gaetano Iannuzzi) | Quattro di coppia (Alessandro Corona, Gianluca Farina, Massimo Paradiso, Filippo Soffici) Quattro senza (L) (Sabino Bellomo, Francesco Cattaneo, Danilo Fraquelli, Alfredo Striani) | -- -- -- -- -- -- |
| 25ª Olimpiade (MF) (Barcellona 1992) 25 lug - 9 ago 0 - 1 - 1     | -- -- -- -- -- -- | Due con (Carmine Abbagnale, Giuseppe Abbagnale + Giuseppe Di Capua) | Quattro di coppia (Alessandro Corona, Gianluca Farina, Rossano Galtarossa, Filippo Soffici) |
| 21^ Mondiale (L/MF) (Montréal 1992) 13-16 ago 1 - 0               | Quattro di coppia (L) (Michelangelo Crispi, Francesco Esposito, Massimo Lana, Massimo Guglielmi) | Quattro senza (L) (Sabino Bellomo, Francesco Cattaneo, Danilo Fraquelli, Alfredo Striani)                                                                                           | -- -- -- -- -- -- |
| 22^ Mondiale (MF) (Racice 1993) 30 ago / 5 set 0 - 2 - 4          | -- -- -- -- -- -- | Due con (Carmine Abbagnale, Giuseppe Abbagnale + Giuseppe Di Capua) Quattro di coppia (L) (Michelangelo Crispi, Enrico Gandola, Massimo Lana, Ivano Zasio)                          | Quattro di coppia (Alessandro Corona, Gianluca Farina, Rossano Galtarossa, Massimo Paradiso) Due di coppia (Francesco Esposito, Paolo Pittino) Quattro senza (L) (Sabino Bellomo, Francesco Cattaneo, Danilo Fraquelli, Alfredo Striani) Otto (L) (Enrico Barbaranelli, Carlo Gaddi, Carlo Grande, Pasquale Marigliano, Leonardo Pettinari, Paolo Ramoni, Fabrizio Ranieri, Andrea Re + Gaetano Iannuzzi) |
| 23^ Mondiale (MF) (Indianapolis 1994) 11-18 set 4 - 2 - 1         | Quattro di coppia (Alessandro Corona, Rossano Galtarossa, Massimo Paradiso, Alessio Sartori) Quattro senza (Riccardo Dei Rossi, Raffaello Leonardo, Valter Molea, Carlo Mornati) Due di coppia (L) (Michelangelo Crispi, Francesco Esposito) Due senza (L) (Carlo Gaddi, Leonardo Pettinari)                                                                                 | Due con (Carmine Abbagnale, Gioacchino Cascone + Antonio Cirillo) Quattro di coppia (L) (Enrico Gandola, Paolo Pittino, Ivano Zasio, Massimo Guglielmi)                             | Otto (L) (Salvatore Amitrano, Enrico Barbaranelli, Massimiliano Faraci, Pasquale Marigliano, Fabrizio Ravasi, Andrea Re, Roberto Romanini, Carmine Somma + Gaetano Iannuzzi) |
| 24^ Mondiale (MF) (Tampere 1995) 20-28 ago 5 - 0 - 3              | Quattro di coppia (Alessandro Corona, Rossano Galtarossa, Massimo Paradiso, Alessio Sartori) Due con (Giuliano De Stabile, Luca Sartori + Antonio Cirillo) Quattro senza (Riccardo Dei Rossi, Raffaello Leonardo, Valter Molea, Carlo Mornati) Due senza (L) (Carlo Grande, Pasquale Marigliano) Quattro senza (L) (Carlo Gaddi, Leonardo Pettinari, Andrea Re, Ivano Zasio) | -- -- -- -- -- -- | Quattro con (Lorenzo Carboncini, Luca Cavallini, Ciro Liguori, Rocco Pecoraro + Vincenzo Di Palma) Quattro di coppia (L) (Lorenzo Bertini, Paolo Pittino, Franco Sancassani, Massimo Guglielmi) Otto (L) (Salvatore Amitrano, Enrico Barbaranelli, Sabino Bellomo, Danilo Fraquelli, Stefano Fraquelli, Fabrizio Ravasi, Roberto Romanini, Carmine Somma + Gaetano Iannuzzi)                              |
| 26ª Olimpiade (MF) (Atlanta 1996) 19 lug - 4 ago 1 - 0 - 0        | Due di coppia (Agostino Abbagnale, Davide Tizzano) | -- -- -- -- -- -- | -- -- -- -- -- -- |
| 25^ Mondiale (MF) (Motherwell 1996) 11 ago 1 - 0 - 0              | Quattro di coppia (L) (Lorenzo Bertini, Paolo Pittino, Franco Sancassani, Massimo Guglielmi) | -- -- -- -- -- -- | -- -- -- -- -- -- |
| 26^ Mondiale (MF) (Aiguebelette-le-Lac 1997) 31 ago - 7 set 2 - 0 | Quattro di coppia (Agostino Abbagnale, Giovanni Calabrese, Alessandro Corona, Rossano Galtarossa) Quattro di coppia (L) (Stefano Basalini, Paolo Pittino, Franco Sancassani, Massimo Guglielmi) | Due senza (Lorenzo Carboncini, Mattia Trombetta) Quattro con (Giuliano De Stabile, Rosario Gioia, Francesco Mattei, Mario Palmisano + Gaetano Iannuzzi)                             | -- -- -- -- -- -- |
| 27^ Mondiale (MF) (Colonia 1998) 9-18 set 3 - 3                   | Quattro di coppia (Agostino Abbagnale, Alessandro Corona, Rossano Galtarossa, Alessio Sartori) Singolo (L) (Stefano Basalini) Quattro di coppia (L) (Lorenzo Bertini, Elia Luini, Paolo Pittino, Franco Sancassani) | Due con (Gioacchino Cascone, Rosario Gioia + Gianluca Barattolo) Due di coppia (L) (Michelangelo Crispi, Leonardo Pettinari) Due senza (L) (Catello Amarante, Carlo Gaddi)          | Quattro con (Marco Bizzozero, Dario Lari, Giuseppe Musemeci, Pasquale Panzarino + Daniele Sorice) Quattro senza (Lorenzo Carboncini, Riccardo Dei Rossi, Valter Molea, Carlo Mornati) Otto (L) (Antonello Aliberti, Carlo Artico, Filippo Dodero, Daniele Gilardoni, Andrea Lupini, Giuseppe Manzo, Salvatore Messina, Massimo Guglielmi + Antonio Cirillo)                                               |
| 28^ Mondiale (MF) (St. Catharines 1999) 22-29 ago 3 - 0 - 2       | Due di coppia (L) (Michelangelo Crispi, Leonardo Pettinari) Quattro di coppia (L) (Simone Forlani, Daniele Gilardoni, Franco Sancassani, Mauro Baccelli) Due senza (L) (Stefano Basalini, Paolo Pittino) | -- -- -- -- -- -- | Quattro senza (Lorenzo Carboncini, Riccardo Dei Rossi, Valter Molea, Carlo Mornati) Otto (L) (Lorenzo Bertini, Filippo Dodero, Stefano Fraquelli, Carlo Grande, Andrea Lupini, Salvatore Messina, Marco Paniccia, Bruno Pasqualini + Antonio Cirillo) |

### 2000-2009
| Competizione                                             | Oro | Argento | Bronzo |
| -------------------------------------------------------- | --- | --- | --- |
| 29^ Mondiale (MF) (Zagabria 2000) 1-6 ago 0 - 1 - 0      | -- -- -- -- -- -- | Quattro di coppia (L) (Simone Forlani, Daniele Gilardoni, Franco Sancassani, Mauro Baccelli) o Pittino) | -- -- -- -- -- -- |
| 27ª Olimpiade (MF) (Sydney 2000) 17-24 set 1 - 2 - 1     | Quattro di coppia (Agostino Abbagnale, Alessio Sartori, Rossano Galtarossa, Simone Raineri) | Quattro senza (Walter Molea, Riccardo Dei Rossi, Lorenzo Carboncini, Carlo Mornati) Due di coppia (L) (Elia Luini, Leonardo Pettinari) | Due di coppia (Giovanni Calabrese, Nicola Sartori) |
| 30^ Mondiale (MF) (Lucerna 2001) 19-26 ago 2 - 3 - 3     | Due di coppia (L) (Elia Luini, Leonardo Pettinari) Quattro di coppia (L) (Daniele Gilardoni, Luca Moncada, Mauro Baccelli, Filippo Mannucci) | Due con (Mattia Trombetta, Lorenzo Carboncini + Andrea Monizza) Quattro con (Luca Agamennoni, Edoardo Verzotti, Massimo Cascone, Luca Ghezzi + Gianluca Barattolo) Singolo (L) (Stefano Basalini)                                          | Due di coppia (Rossano Galtarossa, Alessio Sartori) Quattro di coppia (Nicola Sartori, Mattia Righetti, Franco Berra, Simone Raineri) Due senza (L) (Massimo Guglielmi, Giuseppe Del Gaudio)                                                |
| 31^ Mondiale (MF) (Siviglia 2002) 15-22 set 3 - 4 - 3    | Due di coppia (L) (Elia Luini, Leonardo Pettinari) Quattro di coppia (L) (Emanuele Federici, Daniele Gilardoni, Luca Moncada, Filippo Mannucci) Otto (L) (Luigi Scala, Alessandro Lodigiani, Giuseppe Del Gaudio, Nicola Moriconi, Marco Paniccia, Carlo Grande, Stefano Fraquelli, Bruno Pasqualini + Vincenzo Di Palma) | Due con (Mattia Trombetta, Lorenzo Carboncini + Andrea Monizza) Singolo (L) (Stefano Basalini) Due senza (L) (Carlo Gaddi, Franco Sancassani) Quattro senza (L) (Lorenzo Bertini, Catello Amarante, Salvatore Amitrano, Bruno Mascarenhas) | Quattro di coppia (Mattia Righetti, Marco Ragazzi, Rossano Galtarossa, Simone Raineri) Quattro senza (Niccolò Mornati, Raffaello Leonardo, Lorenzo Carboncini, Carlo Mornati) Due di coppia (F) (Elisabetta Sancassani, Gabriella Bascelli) |
| 32^ Mondiale (MF) (Milano 2003) 25 ago - 1 set 3 - 1 - 1 | Singolo (L) (Stefano Basalini) Due di coppia (L) (Elia Luini, Leonardo Pettinari) Quattro di coppia (L) (Emanuele Federici, Daniele Gilardoni, Luca Moncada, Filippo Mannucci) | Due di coppia (Rossano Galtarossa, Alessio Sartori) | Quattro senza (L) (Lorenzo Bertini, Catello Amarante, Salvatore Amitrano, Bruno Mascarenhas) |
| 28ª Olimpiade (MF) (Atene 2004) 14-22 ago 0 - 3          | -- -- -- -- -- -- | -- -- -- -- -- -- | Due di coppia (Rossano Galtarossa, Alessio Sartori) Quattro senza (Lorenzo Porzio, Dario Dentale, Luca Agamennoni, Raffaello Leonardo) Quattro senza (L) (Lorenzo Bertini, Catello Amarante, Salvatore Amitrano, Bruno Mascarenhas)         |
| 29ª Olimpiade (MF) (Pechino 2008) 9-17 ago 0 - 1 - 0     | -- -- -- -- -- -- | Quattro di coppia (Luca Agamennoni, Simone Venier, Rossano Galtarossa, Simone Raineri) | -- -- -- -- -- -- |

### 2020-2029
| Competizione                                               | Oro | Argento | Bronzo |
| ---------------------------------------------------------- | --- | --- | --- |
| 77^ Europeo (Poznań 2020) 9-11 ottobre 2020 3 - 5 - 2      | Due di coppia masch. (pesi leggeri) Quattro di coppia masch. (pesi leggeri) Quattro di coppia femm. (pesi leggeri)                                                          | Quatto senza masch. Quattro di coppia masch. Singolo masch. (pesi leggeri) Quattro senza femm. Due di coppia femm. (pesi leggeri) | Due senza masch. Singolo femm. (pesi leggeri) |
| 78^ Europeo (Varese 2021) 9-11 aprile 2021 3 - 2           | Quattro di coppia masch. Quattro di coppia masch. (pesi leggeri) Due di coppia femm. (pesi leggeri)                                                                         | Due senza masch. Singolo masch. (pesi leggeri) Due senza masch. (pesi leggeri)                                                    | Quattro senza masch. Due di coppia masch. (pesi leggeri) |
| 32ª Olimpiade (Tokyo 2020) 23-30 luglio 2021 1 - 0 - 2     | Due di coppia femm. (pesi leggeri) <Valentina Rodini, Federica Cesarini> | -- -- -- -- -- -- | Due di coppia masch. (pesi leggeri) <Stefano Oppo, Pietro Ruta> Quattro senza masch. <Matteo Castaldo, Marco Di Costanzo, Matteo Lodo, Giuseppe Vicino + Bruno Rosetti> |
| 79^ Europeo (Monaco 2022) 11-14 agosto 2022 3 - 2 - 3      | Quattro di coppia masch. Quattro di coppia masch. (pesi leggeri) Quattro di coppia femm. (pesi leggeri)                                                                     | Singolo masch. (pesi leggeri) Due di coppia masch. (pesi leggeri)                                                                 | Otto con Due di coppia femm. Due di coppia femm. (pesi leggeri) |
| 49^ Mondiale (Račice, 2022) 18-25 settembre 2022 5 - 1 - 1 | Singolo masch. (pesi leggeri) Quattro di coppia masch. (pesi leggeri) Due senza masch. (pesi leggeri) Quattro di coppia femm. (pesi leggeri) Due senza femm. (pesi leggeri) | Due di coppia masch. (pesi leggeri)                                                                                               | Due di coppia masch. |

## Atleti pluridecorati

### Giochi Olimpici
| 1 | Agostino Abbagnale   | 3 | 0 | 0 |
| 2 | Giuseppe Abbagnale   | 2 | 1 | 0 |
| 2 | Carmine Abbagnale    | 2 | 1 | 0 |
| 2 | Peppiniello Di Capua | 2 | 1 | 0 |

### Campionati mondiali
| 1 | Daniele Gilardoni    | 11 | 1 | 1 |
| 2 | Franco Sancassani    | 9  | 2 | 1 |
| 3 | Francesco Esposito   | 9  | 1 | 1 |
| 4 | Peppiniello Di Capua | 8  | 2 | 1 |
| 5 | Andrea Re            | 8  | 1 | 2 |
| 6 | Carmine Abbagnale    | 7  | 3 | 1 |
| 7 | Giuseppe Abbagnale   | 7  | 2 | 1 |